# Theretra alecto
Theretra alecto är en fjärilsart som beskrevs av Carl von Linné 1758. Theretra alecto ingår i släktet Theretra och familjen svärmare. Inga underarter finns listade i Catalogue of Life.

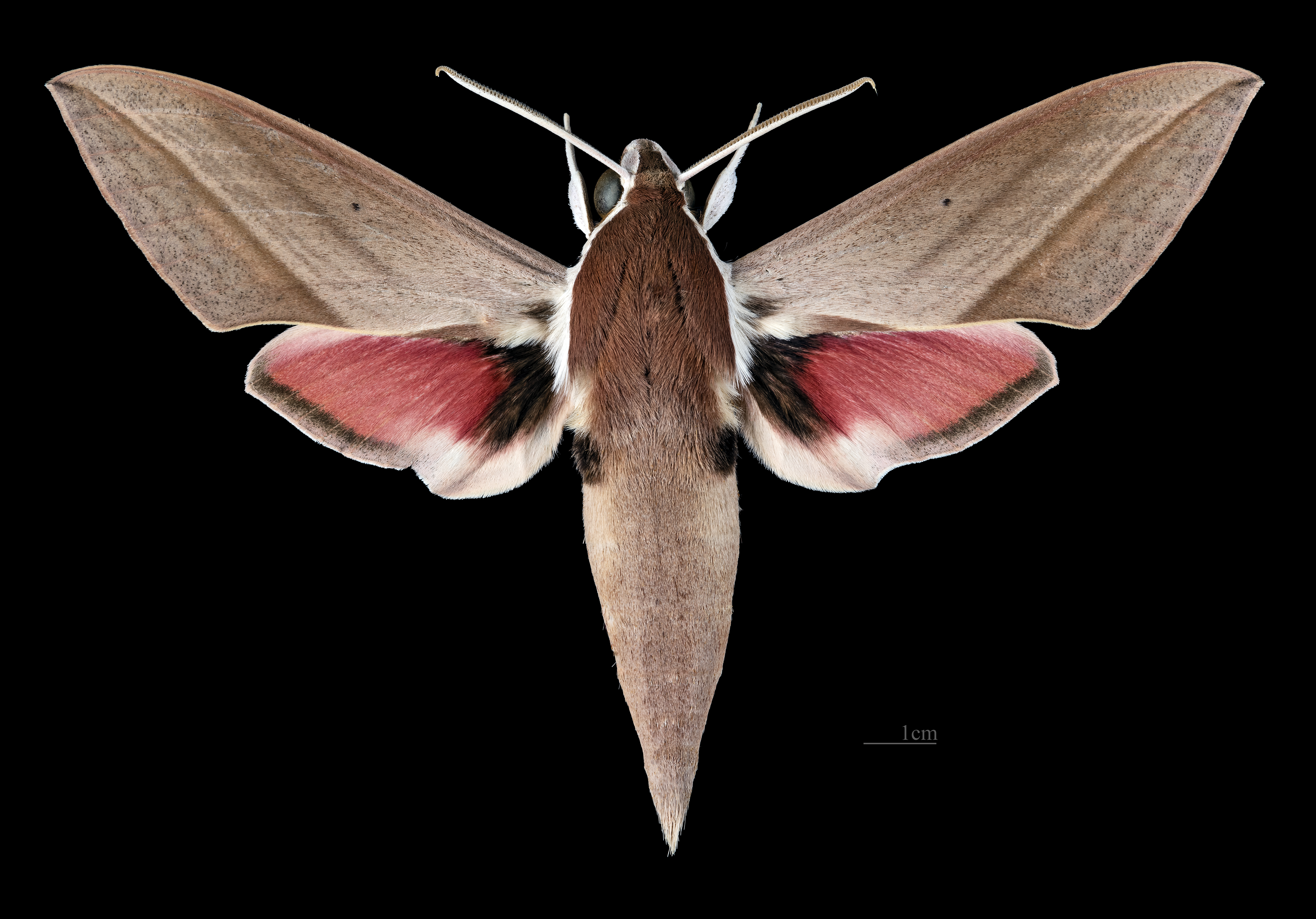
♂ Theretra alecto
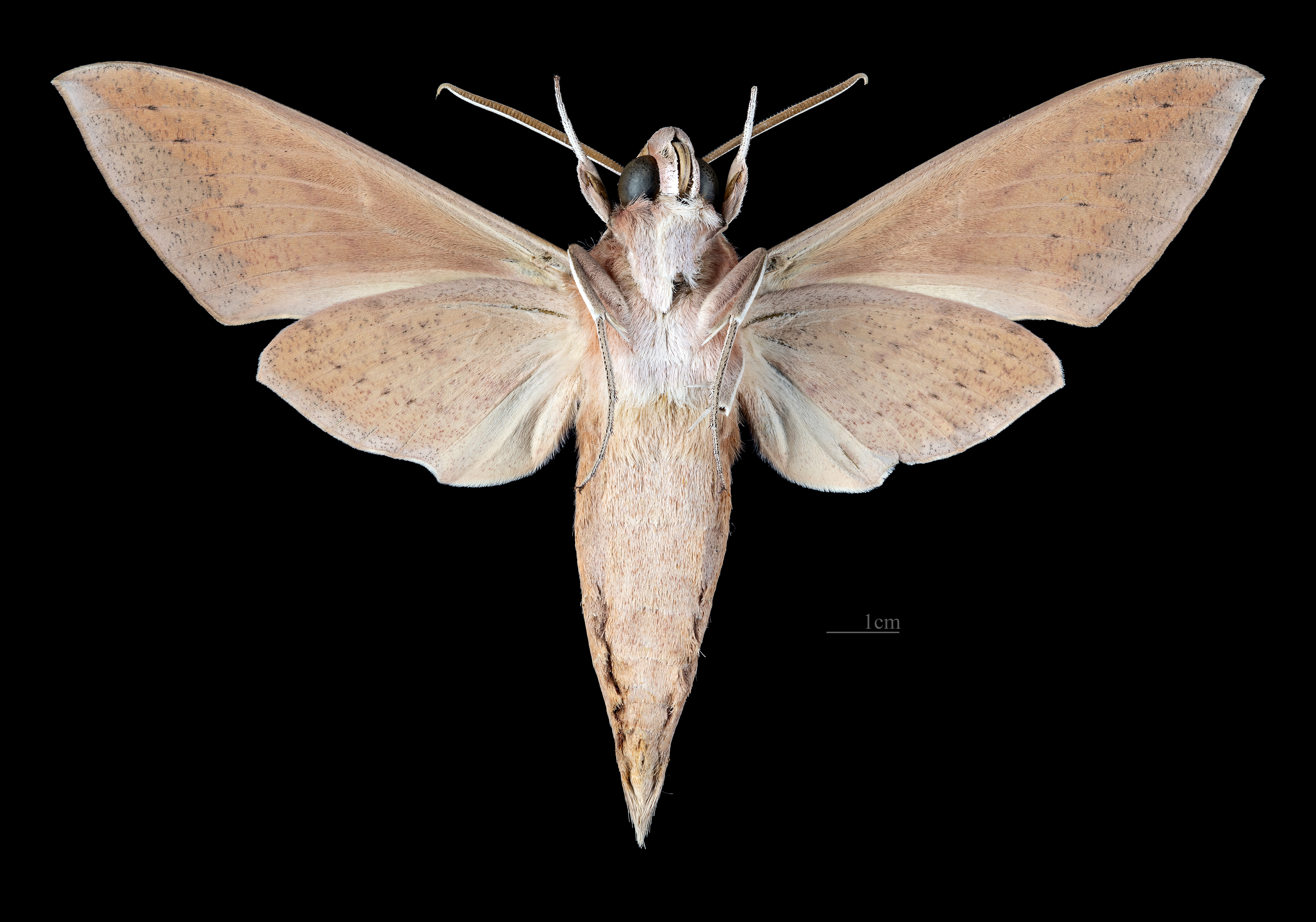
♂  △ Theretra alecto
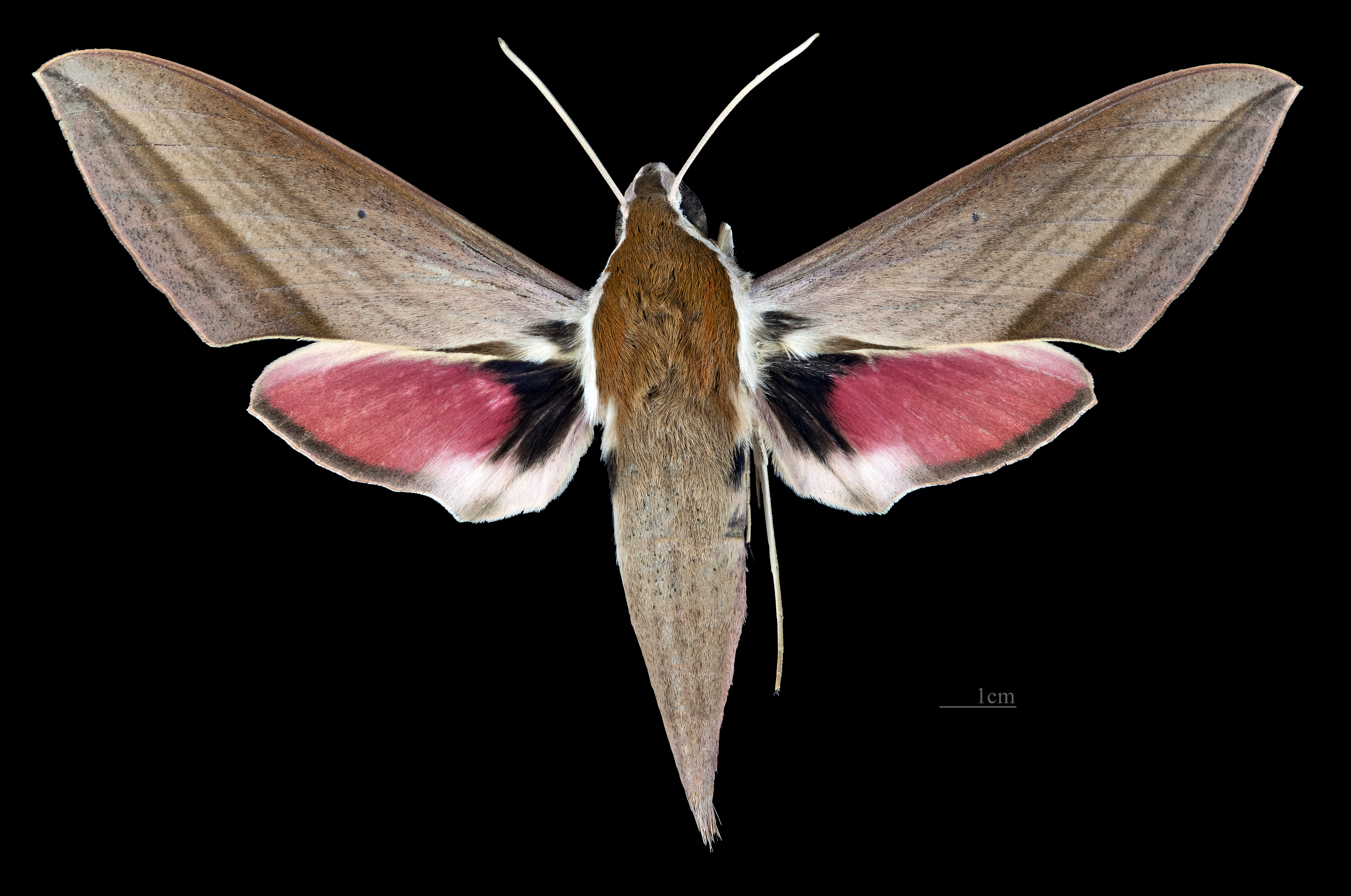
♀ Theretra alecto'
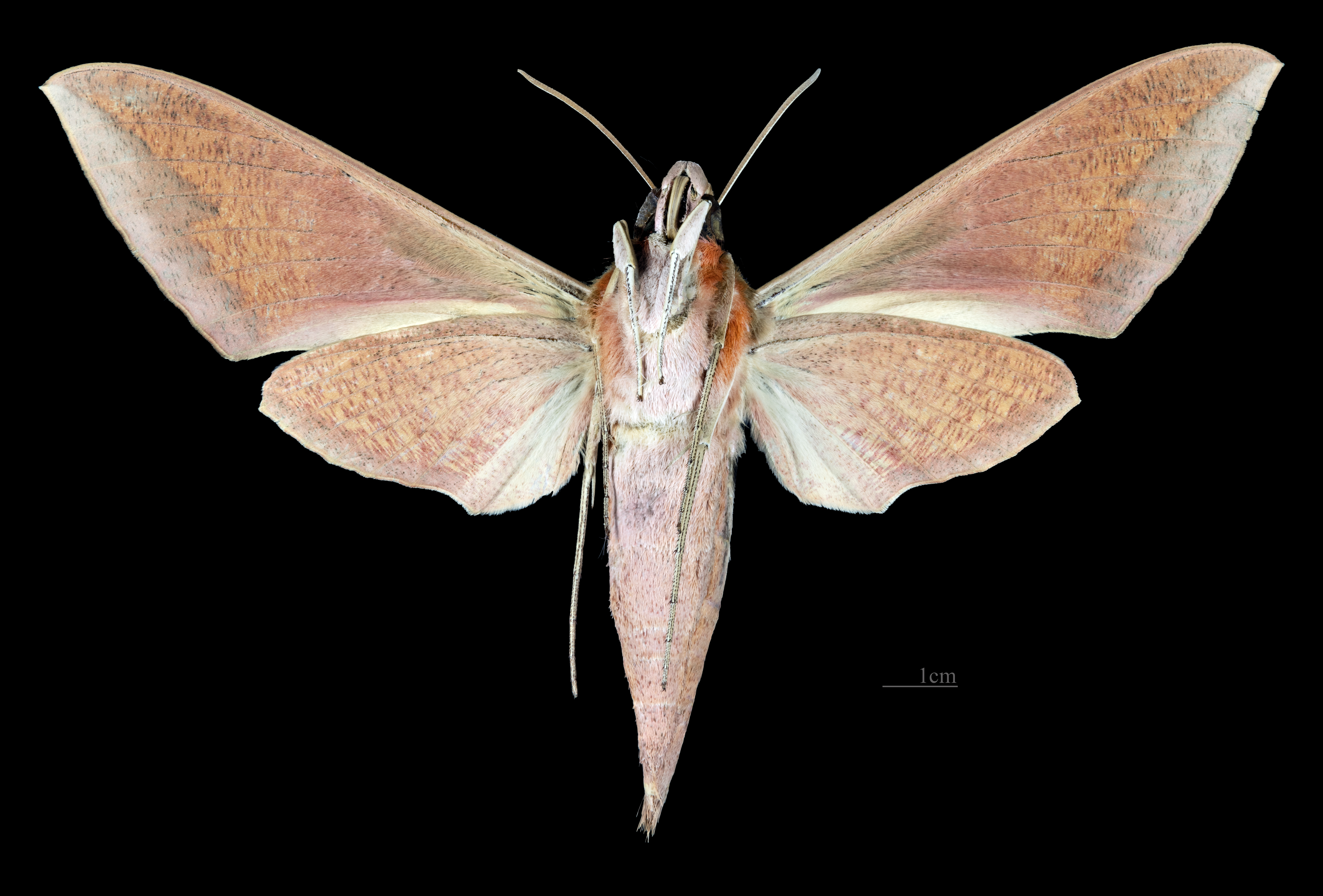
♀  △ Theretra alecto
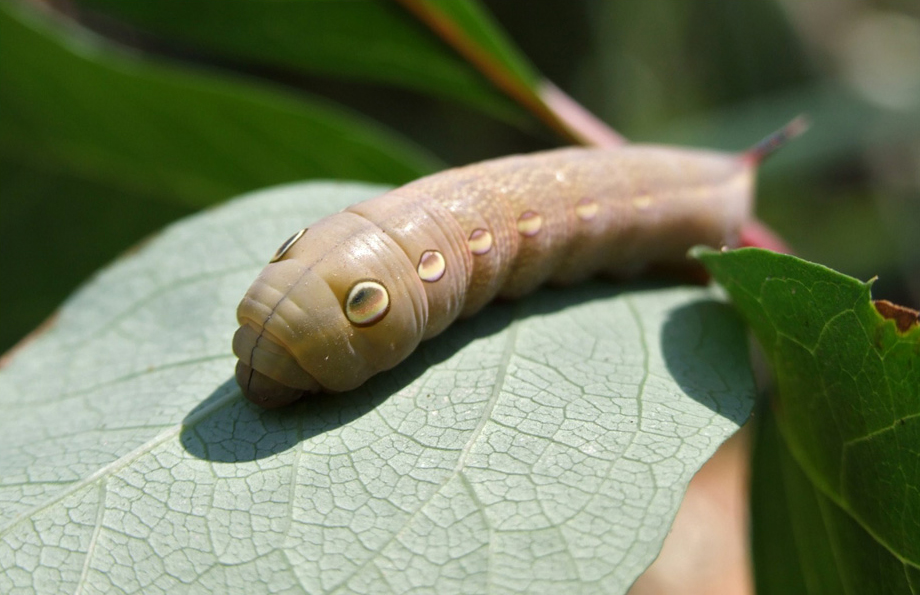
Larv
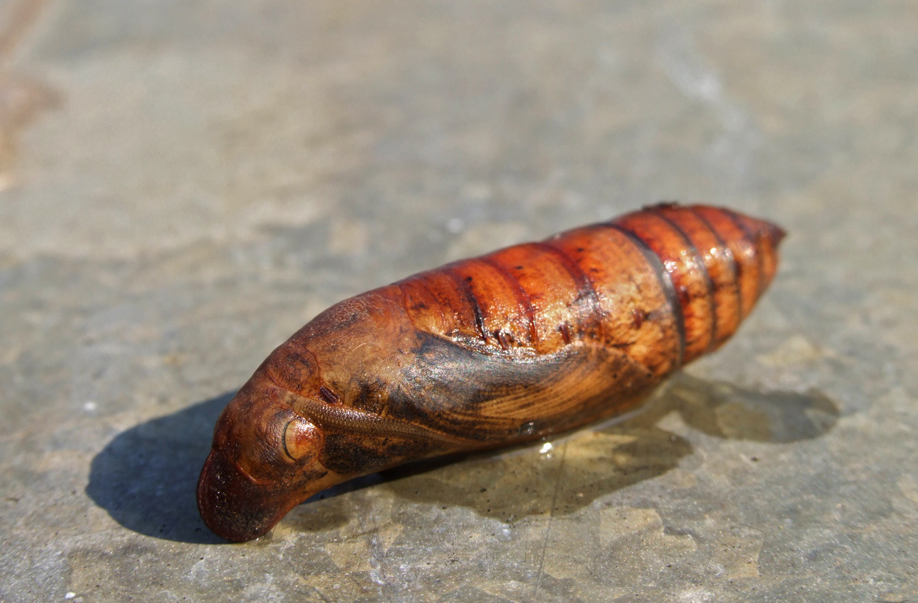
Puppa

## Bildgalleri

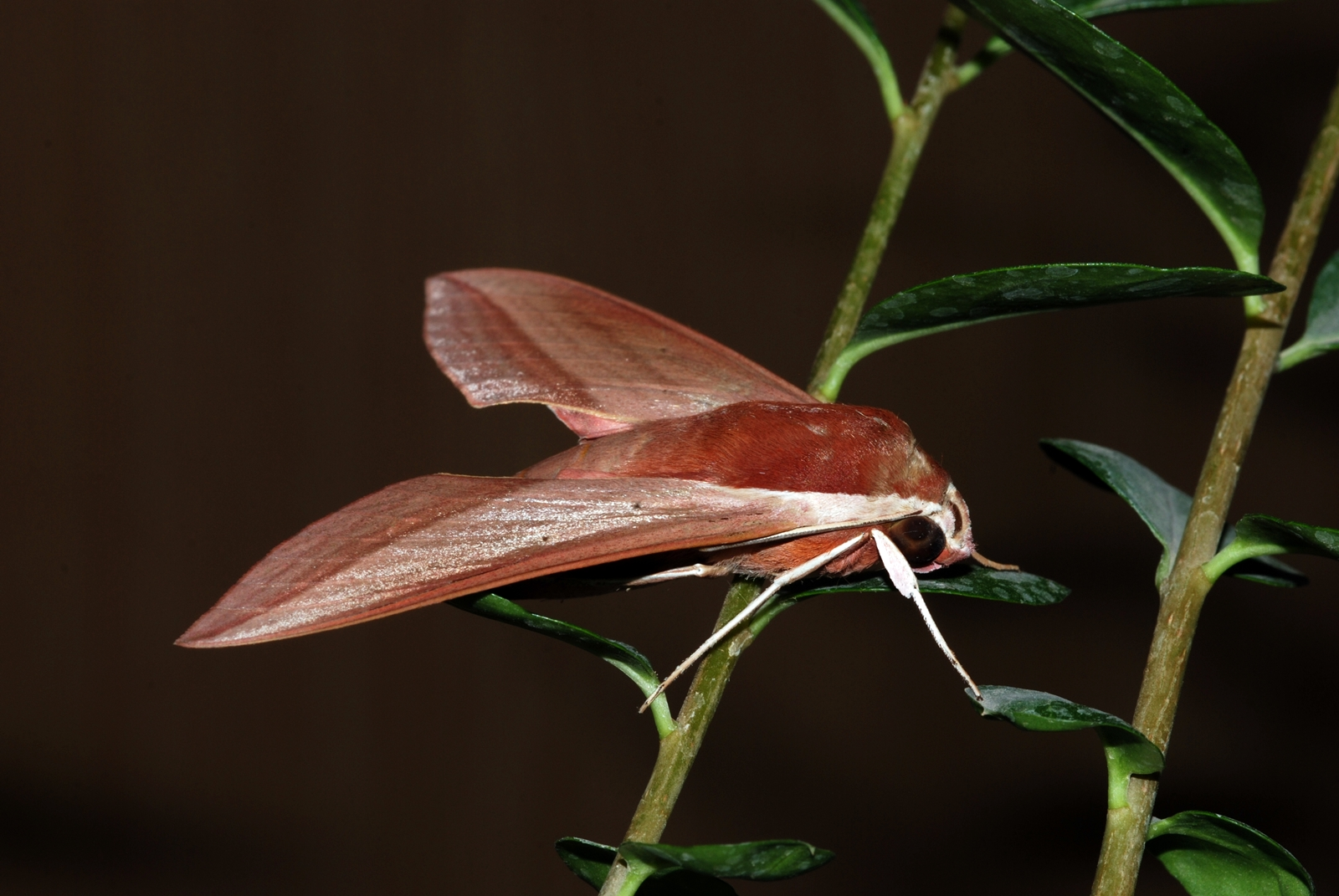